# Рон (язык)
Рон (также рун, чалла, чала, чаллава; англ. ron, run, challa, cala, chala, challawa) — чадский язык, распространённый в центральных районах Нигерии. Входит в группу рон западночадской языковой ветви. Представляет собой языковой кластер, состоящий из близкородственных языков/диалектов — бокос (боккос, чала), даффо-бутура, шагаву (мангуна, нафунфья) и мангар.
Численность говорящих на идиомах кластера рон— около 176 000 человек (2006). Письменность основана на латинском алфавите.

## О названии
Самоназвание языка рон — run. Наиболее распространённым названием данного языка является самоназвание в форме «рон». Наряду с названием народа «рун», или «рон», известны также такие варианты этнонима как «чалла», «чала» и «чаллава». Самоназвание идиома бокос — «лис ма рун», самоназвание идиома даффо-бутура — «алис и рун», также даффо-бутура известен под названием «рон», кроме того, распространён его локальный лингвоним — «батура». Обе этнической общности носителей языков/диалектов бокос и даффо-бутура, как и весь народ рон, часто называют «чала» или «чалла». Название идиома шагаву также известно в таком варианте произношения как «шагау», варианты названия этнической общности шагаву — «нафунфья» и «малени».

## Классификация
В соответствии с классификацией чадских языков, предложенной американским лингвистом П. Ньюманом, кластер, или язык, рон (боккос, даффо) входит в группу рон западночадской языковой ветви вместе с языками фьер, карфа, кулере, мундат, ша, шагаву и тамбас. Согласно исследованиям П. Ньюмана, в пределах группы рон (или A.4) язык рон вместе с языками дува (карфа), кулере, мундат и ша включаются в подгруппу языков собственно рон, сама же группа рон включается в подветвь западночадских языков A. Эта классификация приведена, в частности, в справочнике языков мира Ethnologue. Кластер рон в этом справочнике рассматривается как группа диалектов. В состав кластера включены идиомы алис и рон (алис и рун, боккос), лис ма рон (лис ма рун) (включая говоры кланов мангор, даффо, бутура и других) и шагау (малени, мангуна, нафунфья, шагаву).
Согласно классификации, опубликованной в базе данных по языкам мира Glottolog,  которая опирается на работу Р. Бленча 2001 года, кластер рон (включающий диалекты боккос и даффо-бутура) вместе с языками кулере, мангар и ша, а также с кластером мундат-карфа образуют языковое объединение рон в составе группы западночадских языков A.4. В данной классификации мангар рассматривается как самостоятельный язык, отдельно от остальных идиомов кластера рон. В классификации афразийских языков Р. Бленча 2006 года идиомы боккос, даффо-бутура и шагаву перечислены в составе самостоятельных языков группы рон. В классификации Р. Бленча, приведённой в работе An Atlas of Nigerian Languages 2012 года кластер рон включает языки/диалекты бокос (с диалектами боккос и барон), даффо-бутура (с диалектами даффо и бутура), мангуна, мангар и ша. Данный кластер вместе с языками кулере, карфа, шагаву и мундат образуют подгруппу языков рон. Идиом ша, рассматриваемый чаще всего как самостоятельный язык, здесь включён в кластер рон. Мангуна и шагаву представлены как два различных идиома: первый — в составе кластера рон, второй — как отдельный язык.
Нередко идиомы бокос, даффо-бутура и шагаву не рассматриваются как составные части единого кластера.
Так, в классификации афразийских языков чешского лингвиста В. Блажека к числу языков подгруппы рон вместе с идиомами ша, кулере и тамбас отнесены даффо-бутура, бокос и чалла.
В классификации, опубликованной в работе С. А. Бурлак и С. А. Старостина «Сравнительно-историческое языкознание», в составе группы рон наряду с языками фьер, ша, кулере и карфа перечислены языки даффо-бутура, бокос (чала), а также как два отдельных языка идиомы нафунфья и шагаву.
В классификации, опубликованной в статьях В. Я. Порхомовского «Чадские языки» и «Рон языки» (Лингвистический энциклопедический словарь), вместе с языками фьер, кулере, ша и карфа представлены языки боккос, даффо-бутура и шагаву.

## Лингвогеография

### Ареал и численность
Область распространения языка/кластера рон размещена в центральной Нигерии на территории штата Плато — в районах Боккос, Баркин-Лади и Мангу, а также отчасти на территории штата Насарава, сопредельной с территорией штата Плато. В районах Боккос и Баркин-Лади распространены идиомы бокос и даффо-бутура, в районе Мангу — идиомы шагаву, мангуна и мангар.
Ареал языка/кластера рон со всех сторон, кроме северо-западной, окружён ареалами близкородственных западночадских языков. С запада область распространения языка/кластера рон граничит с ареалами языков ша и карфа, с юго-запада — с ареалами языков мундат и кулере, с юга — с ареалом языка чакфем-мушере и малонаселёнными районами. На юго-востоке к ареалу рон примыкают ареалы идиомов кластера кофьяр, на востоке — ареал языка чип, на севере и северо-востоке — ареал языка сура (мвагхавул). На северо-западе с ареалом рон соседствует ареал бенуэ-конголезского платоидного языка гананг и ареал чересполосного расселения разноязычных этнических общностей.
Численность носителей языков/диалектов рон по данным 1934 года составляла 13 120 человек, по данным 1985 года — 60 000 человек. Согласно данным справочника Ethnologue, численность говорящих на идиомах рон в 2006 году достигала 176 000 человек, в том числе на шагау (мангуна) — 20 000 человек. По современным оценкам сайта Joshua Project численность носителей этого языкового кластера составляет 207 000 человек (2017).

### Социолингвистические сведения
По степени сохранности, согласно данным сайта Ethnologue, идиомы кластера рон относятся к так называемым стабильным, или устойчивым, языкам/диалектам, поскольку они используются в устном бытовом общении представителями этнических групп рон всех поколений, включая младшее. Помимо повседневного общения идиомы рон в той или иной степени выполняют и другие функции, свойственные языкам с официальным статусом. На языках/диалектах рон, в частности, транслируются радиопередачи. Как второй язык среди представителей народа рон распространены язык хауса и нигерийский пиджин. В ряде регионов области распространения языка рон местные жители владеют также языками соседних народов — сура и фульбе (нигерийский фульфульде). Стандартных форм у идиомов рон нет. Около 50 % представителей народа рон придерживается традиционных верований, 30 % является христианами, 20 % — мусульманами.

## Письменность
Современный вариант письменности языка/кластера рон основан на латинском алфавите. Используется с 1999 года. Опубликована грамматика, составлен словарь идиома бокос (2007). На языках/диалектах рон издаются книги, в частности, Alphabet book (1985), учебник языка (на языках/диалектах бокос и даффо-бутура) для начинающих (1986), Alphabet chart (1995), несколько переводов фрагментов Библии (2009—2012).